# Sogatella camptistylis
Sogatella camptistylis är en insektsart som beskrevs av Ronald Gordon Fennah 1963. Sogatella camptistylis ingår i släktet Sogatella och familjen sporrstritar. Inga underarter finns listade i Catalogue of Life.